# میشمار هایمک
میشمار هایمک (به لاتین: Mishmar HaEmek) یک منطقهٔ مسکونی در اسرائیل است که در شورای منطقه‌ای مگیدو واقع شده‌است.